# Mankera
Mankera é uma cidade do Paquistão localizada na província de Punjab.